# Katarina Andreasson
Katarina Andreasson ist eine schwedische Geigerin und Dirigentin.
Andreasson begann ihre musikalische Ausbildung an der Königlichen Musikakademie in Kopenhagen und setzte sie in Stockholm, New York und Prag fort. Sie war bereits im Alter von 22 Jahren Konzertmeisterin beim Aalborg Symphony Orchestra und kam 1995 in gleicher Funktion an die Oper Göteborg.
Seit 1996 ist sie Konzertmeisterin des Swedish Chamber Orchestra, mit dem sie als Solistin Peteris Vasks’ Violinkonzert aufführte. Im Jahr darauf hatte sie in der Royal Festival Hall ihr internationales Debüt als Violinsolistin mit Howard Blakes Violinkonzert „The Leeds“.
Von 1996 bis 2001 unterrichtete Andreasson Violine am Musik-College von Göteborg. Von 2003 bis 2007 studierte sie Dirigieren bei Jorma Panula an der Königlichen Musikhochschule Stockholm und war dann von 2008 bis 2013 Chefdirigentin und künstlerische Leiterin des Karlskoga Symfoniorkester.
2012 wurde sie Professorin an der Musikhochschule der Universität Örebro und Leiterin des Akademischen Sinfonieorchesters. Seit 2013 ist sie Gründerin und Leiterin des Nora kammarmusikfestival.